# اتحاد الرغبي في شبه الجزيرة العربية
اتحاد الرغبي في شبه الجزيرة العربية رياضةٌ صغيرة، لكنها في طور النمو. تُمارس هذه الرياضة في ست من دول شبه الجزيرة السبع، وتحديدًا في دول مجلس التعاون الخليجي: البحرين، الكويت، عُمان، قطر، المملكة العربية السعودية، والإمارات العربية المتحدة. وتستضيف المنطقة بطولتي دبي سباعيات ودبي سباعيات للسيدات السنويتين، وهما بطولتان عالميتان ضمن سلسلة بطولات الرغبي العالمية للرجال والسيدات.

الدول الستة التي تُلعب فيها رياضة الرغبي في شبه الجزيرة العربية.

## تاريخ
أدخل الجيش البريطاني رياضة الرغبي إلى المنطقة لأول مرة في منتصف القرن العشرين. إضافةً إلى ذلك، كان بعض أفراد العائلات المالكة والنبلاء العرب يرسلون أبنائهم إلى مدارس إنجليزية خاصة، حيث تعلموا اللعبة.
روج لهذه الرياضة من قبل المغتربين من دول الكومنولث العاملين في صناعة النفط. وقد قدم الأمراء، الذين كانوا مهتمين للغاية بهذه الظاهرة، الأسباب والدعم المالي. تأسست بطولة دبي للسباعيات في عام 1970، وتطورت لتصبح واحدة من أبرز بطولات الرغبي السباعية في العالم. كما شجعت بطولة دبي للسباعيات أيضًا على إنشاء عدد من الفرق العربية.
قبل نهاية عام 2010، كانت رياضة الرغبي في دول مجلس التعاون الخليجي الست تُدار من قِبل هيئة حاكمة واحدة، وهي اتحاد الخليج العربي لكرة الرغبي (AGRFU). إلا أن مشروع إعادة هيكلة حوكمة مجلس الرغبي الدولي لمنطقة غرب آسيا، التابع للاتحاد الآسيوي لكرة الرغبي، أدى إلى حل الاتحاد للسماح بتشكيل اتحادات وطنية منفصلة لكل دولة عضو ابتداءً من عام 2011. لعب الفريق التمثيلي الموحد لدول الخليج الست مباراته التجريبية الأخيرة في مايو 2010، قبل الانقسام.
تأسس اتحاد الإمارات العربية المتحدة للرغبي في عام 2009 وورث منتخبهم الوطني التصنيف العالمي لفريق الخليج العربي السابق، بينما أصبحت الاتحادات المنفصلة في قطر والمملكة العربية السعودية الهيئات الرياضية الحاكمة الجديدة للرغبي في تلك البلدان. وقد ساعدت اتحاد الإمارات العربية المتحدة للرغبي دولًا أخرى كانت سابقًا تحت مظلة الرغبي الخليجية الموحدة والتي لم تشكل هيئات حاكمة وطنية - البحرين، والكويت وعمان - في إدارة المسابقات عبر الحدود للأندية.

## روابط خارجية
- AGRFU website على موقع واي باك مشين (نسخة محفوظة 31 December 2005) (بالإنجليزية)
- History of the Doha Rugby Football Club at Archive.is (نسخة محفوظة 31 October 2021)
- (بالفرنسية) أرشيف الرجبي: Pays du Golfe